# Ирдынеев, Эрдэм Андреевич
Эрдэм Андреевич Ирдынеев (род. 1 июня 1998 года) — российский спортсмен, стрелок из лука. Серебряный призер финала кубка мира в смешанных командах (микст) (2019). Серебряный призер этапа кубка мира в смешанных командах (микст) (2019). Серебряный и бронзовый призер первенства мира в командных соревнованиях и смешанных командах (микст) (2017).
Чемпион России (2020), серебряный призер чемпионата России (2013) в личных соревнованиях. Серебряный (2017) и бронзовый (2013) призер чемпионата России в командных соревнованиях. Серебряный призер чемпионата России в помещении в личных соревнованиях (2018). Серебряный призер чемпионата России в помещении в командных соревнованиях (2020). Серебряный призер I Всероссийской спартакиады по летним видам спорта среди сильнейших спортсменов 2022 года в командных соревнованиях.
Мастер спорта России (2013). Мастер спорта России международного класса (2018).